# Malayemys isan
Malayemys isan Sumontha, Brophy, Kunya, Wiboonatthapol & Pauwels, 2016 è una specie di tartaruga della famiglia dei Geoemididi.

## Descrizione
Questa specie descritta recentemente è una Malayemys di medie dimensioni, con un carapace che raggiunge una lunghezza massima di almeno 152 mm nei maschi e 206 mm nelle femmine. È caratterizzata dalla combinazione di solo due strisce nasali, una sottile, spesso discontinua, striscia infraorbitale che non raggiunge mai la sutura loreale, una striscia sopraorbitale continua, e dall'assenza di strisce o macchie chiare tra le strisce infra- e sopraorbitali.

## Distribuzione e habitat
È endemica di una piccola area della Thailandia nord-orientale (provincia di Nakhon Ratchasima). Specie acquatica, vive in specchi d'acqua poco profondi e stagnanti.